# Fediverso

Proposta di logo del fediverso

Il fediverso (spesso abbreviato col termine fedi) è un insieme di social network che possono comunicare tra di loro usando un protocollo di comunicazione in comune. Gli utenti di siti diversi possono inviare e ricevere aggiornamenti di status, file multimediali e altri dati attraverso la rete. Il termine "fediverso" è un neologismo, deriva dall'inglese Fediverse, parola macedonia formata da federated e universe.
La maggior parte delle piattaforme del fediverso utilizzano software gratuiti e open source, permettendo ai propri server di comunicare attraverso il protocollo ActivityPub. Alcuni software supportano ancora protocolli di federazione più vecchi, come OStatus, il protocollo Diaspora e Zot. Diaspora* è l'unico progetto software attivamente sviluppato e classificato sotto la definizione originale di fediverso che non supporta ActivityPub.

## Funzionamento
Mentre un servizio di social network tradizionale ospita tutti i suoi contenuti su server gestiti dal proprietario del sito web, i server decentralizzati che costituiscono il fediverso, consentono a qualsiasi individuo od organizzazione di ospitare i propri server (denominati “istanze”).
Ogni istanza è indipendente e può stabilire le proprie regole e aspettative. Tuttavia, proprio come gli utenti di un servizio di posta elettronica come Gmail possono inviare e-mail agli utenti di un altro servizio come Outlook, gli utenti possono visualizzare i contenuti e interagire con gli utenti di qualsiasi altra istanza del fediverso. Un utente di un'istanza di Mastodon, ad esempio, può visualizzare e interagire con i post di un utente di un'altra istanza di Mastodon.
Anche le istanze ospitate da diversi servizi di social network possono comunicare tra loro. Un utente della piattaforma di microblogging Misskey, ad esempio, può visualizzare e interagire con i post degli utenti di Mastodon. Alcune reti del fediverso consentono agli utenti di interagire con diversi formati di social network dalla stessa piattaforma. Ad esempio, un utente su un'istanza di social news che esegue Lemmy può interagire con un altro post da un'istanza di kbin, un servizio simile, e con gli stati di microblog di Mastodon.

## Storia

### Protocolli storici
Il concetto e la funzionalità del fediverso sono esistiti prima del protocollo ActivityPub e del termine stesso. Uno dei primi progetti che includeva il supporto per un servizio di social networking decentralizzato era Laconica, una piattaforma di microblogging che implementava il protocollo OpenMicroBlogging per comunicare tra diverse installazioni del software. Il software è stato poi rinominato StatusNet nel 2009, prima di essere fuso nel progetto GNU social nel 2013 insieme a Free Social, con questi ultimi due server che sono un fork di StatusNet.
Nel corso del tempo, i limiti del protocollo OpenMicroBlogging sono diventati più evidenti, essendo stato progettato come un sistema di messaggistica testuale unidirezionale. Per sostituire il protocollo ormai obsoleto, è stato ideato OStatus, uno standard aperto per il microblogging, che combina varie tecnologie come Salmon, Atom, WebSub e ActivityStreams in un unico protocollo utilizzato per comunicare tra le istanze. StatusNet ha implementato il protocollo per la prima volta il 3 marzo 2010, con la versione 0.9.0, ed è diventato rapidamente il protocollo federato più utilizzato.
Più o meno nello stesso periodo in cui OStatus stava guadagnando popolarità, è nato il social network diaspora*, che utilizza un proprio protocollo federato. Per illustrare le differenze tra i due protocolli, i termini “fediverso” e “federazione” sono entrati nell'uso comune, soprattutto dopo il 2017. Il termine “fediverse” è stato utilizzato per descrivere la rete formata da software che utilizzano il protocollo OStatus, come GNU Social, Mastodon e Friendica, in contrasto con il protocollo concorrente diaspora* sotto “la federazione”.

### ActivityPub

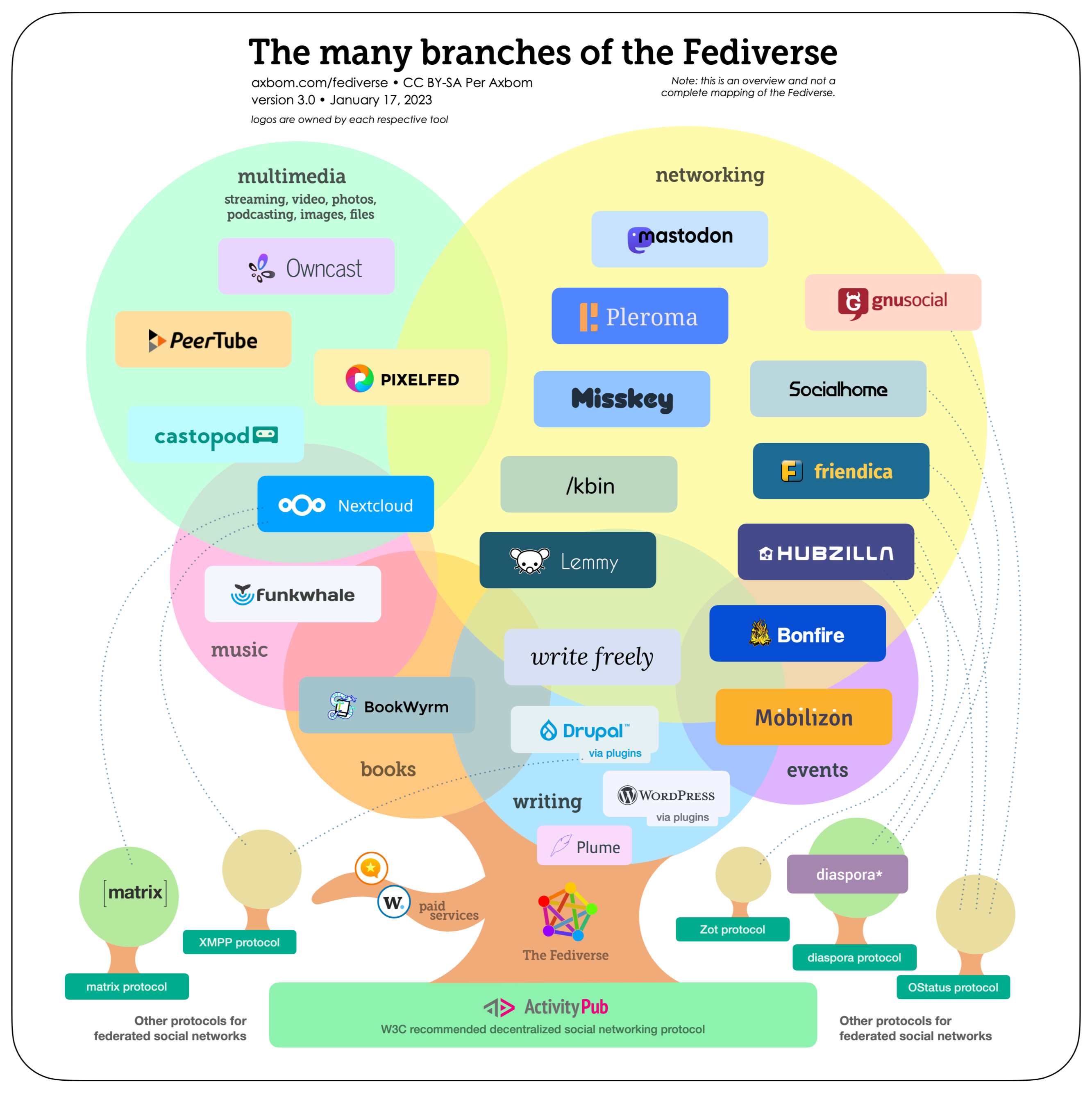
Le varie piattaforme del fediverso, così come altre reti federate, visualizzate in uno schema a forma di albero.

Nel 2008 Evan Prodromou fondò il social network identi.ca, pubblicando il software GNU social con licenza libera AGPL (GNU Affero General Public License). Ha inoltre definito il protocollo OStatus. Oltre al server di identi.ca esistevano solo poche altre istanze, gestite da singole persone per proprio uso. Ci fu un importante cambiamento nel 2011-2012 quando identi.ca iniziò il passaggio ad un altro software chiamato pump.io e vennero create molte altre istanze GNU social. Contemporaneamente a GNU social, altri progetti come Friendica, Hubzilla, Mastodon e Pleroma integrarono il protocollo OStatus, ampliando così il fediverso.
Nel dicembre 2012, l'istanza di punta di StatusNet dell'epoca, identi.ca, è passata a un nuovo software chiamato pump.io, con un nuovo protocollo di federazione per sostituire OStatus. Il nuovo protocollo è stato progettato per essere utile per i flussi di attività generali e non solo per gli aggiornamenti di stato, e ha sostituito molte delle dipendenze esterne di OStatus con JSON-LD e un'API REST per i sistemi di messaggistica e di posta in arrivo, oltre a fare maggiore uso di ActivityStreams. Pur non essendo utilizzato come il suo predecessore OStatus, avrebbe finito con l'influenzare lo sviluppo dello standard ActivityPub.
Nel gennaio 2018, il W3C ha presentato il protocollo ActivityPub come standard raccomandato. Lo standard mirava a migliorare l'interoperabilità tra diversi pacchetti software in esecuzione su un'ampia rete di server e a succedere sia al protocollo OStatus che a Pump.io. Nel 2019, quasi tutti i software che utilizzavano OStatus avevano aggiunto il supporto per ActivityPub. Mentre Mastodon ha iniziato a rimuovere il supporto a OStatus, altri progetti lo hanno mantenuto nel loro codice, come Friendica (che ha mantenuto anche il supporto a diaspora* insieme ad ActivityPub), e il termine fediverse è arrivato a riferirsi principalmente al protocollo ActivityPub e al suo software server di supporto.

## Protocolli di comunicazione

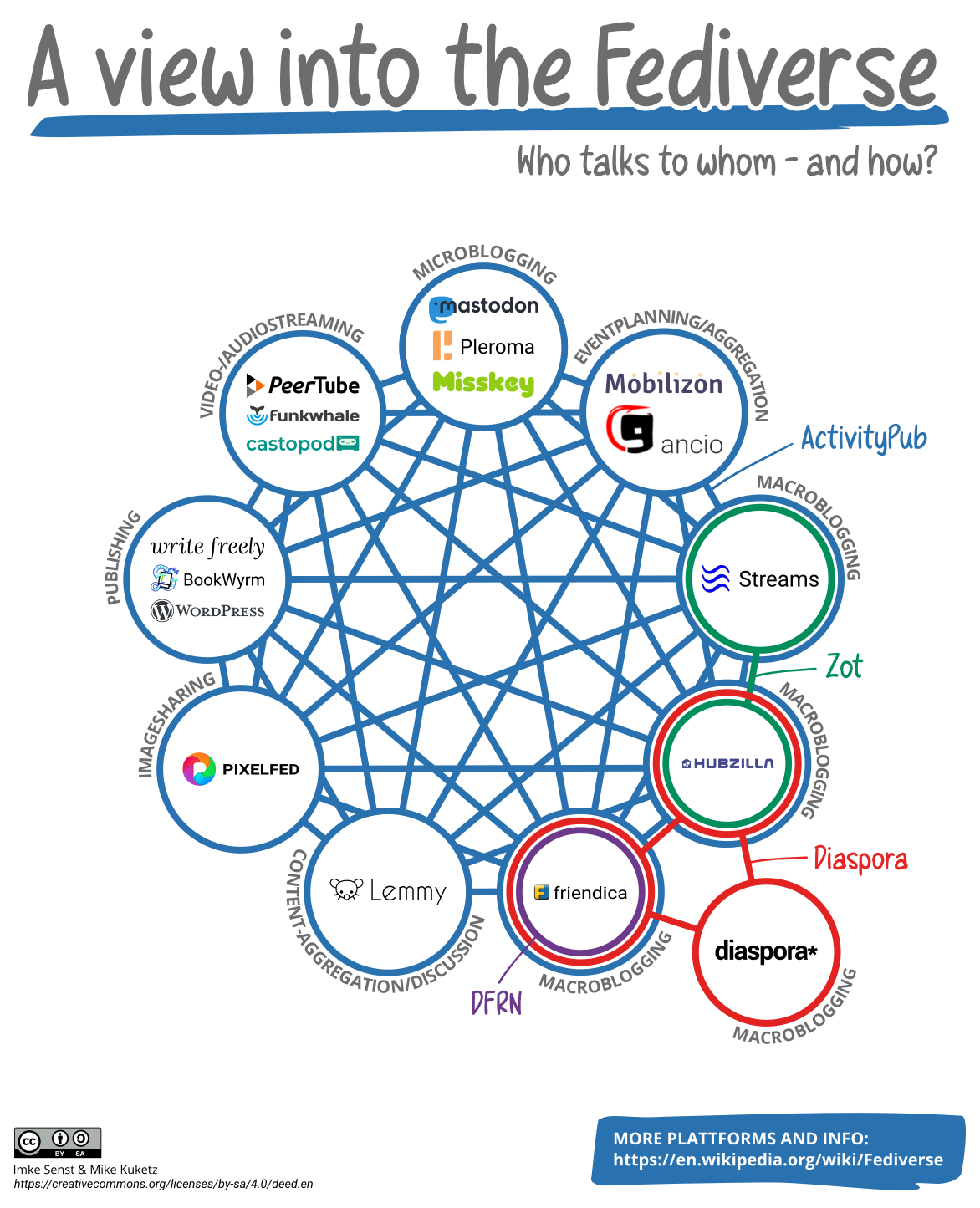
Estratto di protocolli e piattaforme comuni nel fediverso (2023)

Esistono diversi protocolli attualmente usati nel fediverso, tutti rilasciati come software libero:
- ActivityPub
- Diaspora
- OStatus
- Zot & Zot/6[2] [3]

## Software

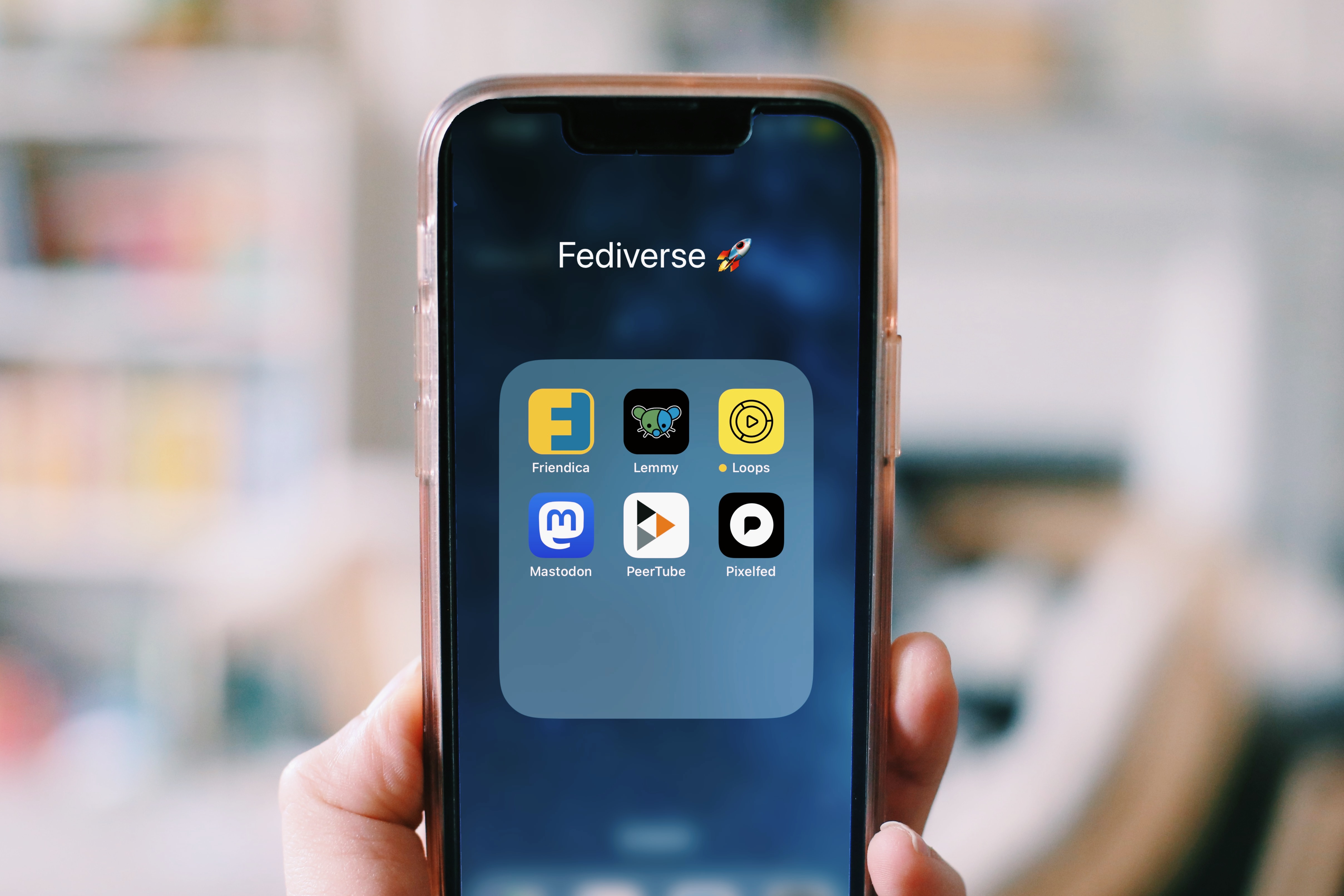
Uno smartphone mostra varie applicazioni che fanno parte del fediverso.

I software che compongono il fediverso sono tutti liberi. Alcuni assomigliano vagamente nello stile a Twitter (ad esempio Mastodon, Misskey, GNU Social e Pleroma, che sono simili nelle loro funzioni di microblogging), mentre altri includono più opzioni di comunicazione e transazione che li rendono comparabili a Google+ o Facebook (come nel caso di Friendica ed Hubzilla).
Le seguenti piattaforme software si estendono nel fediverso utilizzando i protocolli di comunicazione elencati.
| Nome della piattaforma                       | Tipologia di servizi                                                                | ActivityPub | DFRN | Diaspora Network | OStatus | Zot Zot/6 |
| -------------------------------------------- | ----------------------------------------------------------------------------------- | ----------- | ---- | ---------------- | ------- | --------- |
| Aardwolf                                     | rete sociale                                                                        | Sì          | No   | No               | No      | No        |
| Anfora                                       | image hosting                                                                       | No          | No   | No               | No      | No        |
| Akkoma                                       |                                                                                     |             |      |                  |         |           |
| Bonfire                                      |                                                                                     |             |      |                  |         |           |
| BookWyrm                                     | social network dedicato ai libri                                                    | Sì          | No   | No               | No      | No        |
| Castopod                                     |                                                                                     |             |      |                  |         |           |
| Diaspora                                     | rete sociale, microblogging                                                         | No          | No   | Sì               | No      | No        |
| distbin                                      | pastebin                                                                            | Sì          | No   | No               | No      | No        |
| Epicyon                                      |                                                                                     |             |      |                  |         |           |
| Firefish                                     |                                                                                     |             |      |                  |         |           |
| Flipboard                                    |                                                                                     |             |      |                  |         |           |
| Friendica (f. Friendika; orig. Mistpark)     | rete sociale, microblogging                                                         | Sì          | Sì   | Sì               | Sì      | No        |
| Funkwhale                                    | audio, sound hosting                                                                | Sì          | No   | No               | No      | No        |
| GNU MediaGoblin                              | file, image, audio, video hosting                                                   | No          | No   | No               | No      | No        |
| GNU social (f. StatusNet; orig. Laconica)    | microblogging                                                                       | No          | No   | No               | Sì      | No        |
| Honk                                         | rete sociale                                                                        | Sì          | No   | No               | No      | No        |
| Hubzilla (f. RedMatrix; orig. Friendica-Red) | CMS, rete sociale, microblogging, wiki, blogging, galleria d'immagini, file hosting | Sì          | No   | Sì               | Sì      | Sì        |
| Iceshrimp                                    |                                                                                     |             |      |                  |         |           |
| Inventaire.io                                |                                                                                     |             |      |                  |         |           |
| lotide                                       |                                                                                     |             |      |                  |         |           |
| Kbin                                         |                                                                                     |             |      |                  |         |           |
| Kibou                                        | rete sociale, microblogging                                                         | Sì          | No   | No               | No      | No        |
| Lemmy                                        | link aggregator, rete sociale (basato su Reddit)                                    | Sì          | No   | No               | No      | No        |
| Littr.me                                     | link aggregator, rete sociale                                                       | No          | No   | No               | No      | No        |
| Loops                                        |                                                                                     |             |      |                  |         |           |
| Mastodon                                     | microblogging                                                                       | Sì          | No   | No               | No      | No        |
| mbin                                         |                                                                                     |             |      |                  |         |           |
| micro.blog                                   |                                                                                     |             |      |                  |         |           |
| microblog.pub                                | microblogging                                                                       | Sì          | No   | No               | No      | No        |
| Misskey                                      | rete sociale, microblogging                                                         | Sì          | No   | No               | No      | No        |
| Mobilizon                                    | rete sociale per la gestione di eventi                                              | Sì          | No   | No               | No      | No        |
| Movim                                        | rete sociale, using XMPP                                                            | No          | No   | No               | No      | No        |
| Nextcloud                                    | file hosting                                                                        | Sì          | No   | No               | No      | No        |
| Nodetube                                     | video hosting                                                                       | No          | No   | No               | No      | No        |
| Numaverse                                    | microblogging, blockchain Ethereum                                                  | Sì          | No   | No               | No      | No        |
| Osada (discontinued)                         | rete sociale, microblogging                                                         | Sì          | No   | No               | No      | Sì        |
| PeerPx                                       | Image hosting                                                                       | Sì          | No   | No               | No      | No        |
| PeerTube                                     | video hosting                                                                       | Sì          | No   | No               | No      | No        |
| Pixelfed                                     | Image hosting                                                                       | Sì          | No   | No               | No      | No        |
| Pleroma                                      | microblogging                                                                       | Sì          | No   | No               | No      | No        |
| Plume                                        | blogging                                                                            | Sì          | No   | No               | No      | No        |
| postActiv                                    | microblogging                                                                       | No          | No   | No               | Sì      | No        |
| Prismo                                       | condivisione link                                                                   | Sì          | No   | No               | No      | No        |
| Pubcast (f. Metapods)                        | netcasting                                                                          | Sì          | No   | No               | No      | No        |
| pump.io                                      | microblogging                                                                       | No          | No   | No               | No      | No        |
| Read.as                                      | Feed reader                                                                         | Sì          | No   | No               | No      | No        |
| Sharkey                                      |                                                                                     |             |      |                  |         |           |
| Snac                                         |                                                                                     |             |      |                  |         |           |
| Socialhome                                   | sito web, rete sociale, microblogging                                               | No          | No   | Sì               | No      | No        |
| Takahe                                       |                                                                                     |             |      |                  |         |           |
| Threads                                      |                                                                                     |             |      |                  |         |           |
| Vivaldi                                      |                                                                                     |             |      |                  |         |           |
| Wafrn                                        |                                                                                     |             |      |                  |         |           |
| WordPress                                    |                                                                                     |             |      |                  |         |           |
| Write.as / WriteFreely                       | blogging                                                                            | Sì          | No   | No               | No      | No        |
| Zap                                          | rete sociale, macroblogging, galleria d'immagini, file hosting                      | Sì          | No   | No               | No      | Sì        |

## Alternative
Sebbene il fediverso sia tradizionalmente la rete a cui si fa più comunemente riferimento e che viene utilizzata come esempio per quanto riguarda il tema delle reti sociali decentralizzate, sono state sviluppate e diffuse alternative ad ActivityPub. Uno dei principali protocolli in competizione con il fediverse è il protocollo AT, che alimenta il social network Bluesky e ha formato una propria rete separata soprannominata dagli sviluppatori Atmosphere, mentre concorrenti minori come Nostr e Farcaster sono diventati popolari all'interno della comunità delle criptovalute. Questi protocolli si sono confrontati con ActivityPub per evidenziare le loro differenze. Questi protocolli più recenti utilizzano un modello di federazione diverso, basato sul caricamento dei contenuti sui relay per la distribuzione, piuttosto che sul modello server-centrico di ActivityPub. Nonostante le differenze, esistono software che permettono di collegare i contenuti degli utenti tra questi protocolli, compresi i “double-bridges” che attraversano più protocolli allo scopo di distribuire gli stessi contenuti.